# Электроника Ц-432
Электроника Ц-432 — советский переносной цветной телевизор, модель 1983 года. Выпускался заводами «Мезон» и «Видеотон». Предназначался для приёма программ цветного и чёрно-белого телевидения на любом канале в метровом диапазоне волн.
Данная модель выпускалась в нескольких вариантах цветового оформления корпуса и передней панели. В телевизоре применен взрывозащищённый кинескоп 25ЛК2Ц с размером экрана по диагонали 25 см и углом отклонения электронного луча 90°.
В телевизоре имеется возможность прослушивания звукового сопровождения на головные телефоны, с отключенным громкоговорителем, записи или воспроизведения изображения на бытовые видеомагнитофоны, также предусмотрена автоматическая подстройка частоты гетеродина, автоматическая регулировка усиления телевизионного сигнала, автоматическое размагничивание экрана и маски кинескопа, при их включении, возможность подключения телевизора к видеомагнитофону.
Для уменьшения влияния помех применена автоподстройка частоты и фазы строчной развертки. Для защиты элементов схемы от перегрузок в блоке питания применена электронная схема защиты, автоматически отключающая телевизор от сети при возникновении перегрузок и включающая при их прекращении.

## Основные технические характеристики
- Размер изображения — не менее 138×185 мм
- Чувствительность — не хуже 110 мкВ
- Разрешающая способность — не менее 250 линий
- Выходная мощность звукового канала не менее 0,6 Вт
- Тип питания: от обычной электросети 220 В, 50 Гц либо источник постоянного тока напряжением 12 В
- Потребляемая мощность (согласно инструкции) — 50 Вт
- Габаритные размеры — 362×245×275 мм
- Масса — не более 8,7 кг